# ناوینا اومیلاد
کله ناوینا اومیلاد (به آلمانی: Navina Omilade) (زادهٔ ۳ نوامبر ۱۹۸۱ میلادی) یک بازیکن فوتبال زن بازنشستهٔ اهل کشور آلمان است. وی در پست هافبک بازی می‌کرد. او همچنین به عنوان کاپیتان تیم ملی فوتبال زنان آلمان نیز بازی کرده‌است. او در سال ۲۰۱۳ از فوتبال خداحافظی کرد.

## افتخارات

### آلمان
- مسابقات فوتبال زنان اروپا: قهرمانی در سال ۲۰۰۵